# Ignacy Hołowiński (polityk)
Ignacy Hołowiński herbu Kostrowiec Odmienny (ur. ok. 1745) – polski polityk i ziemianin kresowy. Dziedzic Prucek i Czaplicówki, komornik ziemski kijowski, marszałek powiatu bohusławskiego, stolnik przemyski, Radca Kolegialny. 
Odznaczony 19 sierpnia 1792 kawalerem Orderu Świętego Stanisława z rąk króla Stanisława Augusta Poniatowskiego. Legitymowany 27 marca 1802 r. 
Posiadał liczne dobra ziemskie, w tym 2060 "dusz" płci męskiej. 
Był żonaty z Marią-Różą Bogurajską, urodzoną w 1751 r., dziedziczką Szumska pod Żytomierzem i Rzyszczowszczyzny. 